# Leonore-Siegele-Wenschkewitz-Preis
Der Leonore-Siegele-Wenschkewitz-Preis (kurz Leonore-Preis) wird vom Verein zur Förderung Feministischer Theologie in Forschung und Lehre e. V., der Evangelischen Kirche in Hessen und Nassau und der Evangelischen Akademie Frankfurt vergeben.
Die Auszeichnung ist nach der 1999 verstorbenen Kirchenhistorikerin Leonore Siegele-Wenschkewitz benannt. Sie wird für wissenschaftliche Arbeiten oder Projekte vergeben, die in besonderer Weise die Feministische Theologie oder die Gender Studies in der Theologie vorantreiben.

## Ausgezeichnete Arbeiten
- 2023:[2]
  - Joo Mee Hur für „Inheriting the Mother‘s Name. Intercultural Theology, Women‘s Subjectivity and the Arts“
  - Nachwuchspreis für Annabelle Hoffmann für „Geschlechtlichkeit im Corpus Paulinum als exegetische und bibeldidaktische Herausforderung“; Marieke Kutzschbach für „Kontexte, Bausteine und theologische Grundlagen einer queersensiblen Seelsorge im Lebensraum Schule“
  - Ökumenischer Sonderpreis für Maria 2.0 Frankfurt
- 2021:
  - Kerstin Söderblom für ihren Beitrag „Queer theologische Notizen“[3]
  - Nachwuchspreis für Anne Milia Charlotte Herion für „Ökofeminismus – Interkulturell-theologische Perspektiven“[4]
- 2019:[5] Helga Engler-Heidle und Ute Knie für das Projekt „Frauenbewegung in der EKHN online“
  - Carina Louisa Schmidt-Marburger für ihre Arbeiten zum Thema „Die Integration ‚fremder‘ Frauen im Buch Rut und in den Chronikbüchern“ (Nachwuchspreis)
- 2017: Gerhard Schreiber (Hrsg.): Transsexualität in Theologie und Neurowissenschaften. Ergebnisse, Kontroversen, Perspektiven. Berlin/Boston: Walter de Gruyter 2016. ISBN 978-3-11-043439-2
  - Jolanda Gräßel-Farnbauer für Die Debatte um die Zölibatsklausel für evangelische Theologinnen im 20. Jahrhundert unter besonderen Berücksichtigung der Situation der EKHN (Nachwuchspreis)
- 2015: Aliyah El Mansy: Exogame Ehen. Die traditionsgeschichtlichen Kontexte der paulinischen Position.
- 2013:
  - Stefanie Schäfer-Bossert, Elisabeth Hartlieb (Hrsg.): Feministische Theologie, Politische Theologie. ISBN 978-3-89741-341-2
  - Sonderpreis für Luise Schottroff für ihr Lebenswerk aus Anlass des Erscheines des Kommentars: Der erste Brief an die Gemeinde in Korinth. ISBN 978-3-17-016979-1
- 2011: Christl M. Maier und Núria Calduch-Benages für Die Bibel und die Frauen. Eine exegetisch-kulturgeschichte Enzyklopädie. Ketuvim/Schriften.[6]
- 2009: Die Interreligiöse und überparteiliche Fraueninitiative „Sarah und Hagar“[7]
- 2007: Claudia Janssen: Anders ist die Schönheit der Körper. Paulus und die Auferstehung in 1 Kor 15. Gütersloh 2005; ISBN 978-3-579-05210-6[8]
- 2005:
  - Marlies Flesch-Thebesius: Zu den Außenseitern gestellt. Die Geschichte der Gertrud Staewen 1894–1987. Berlin 2004; ISBN 978-3-88981-159-2[9]
  - Britta Konz: Bertha Pappenheim: Ein weiblich-jüdisches Projekt der Moderne? Die religiöse Grundlegung von Frauenemanzipation, sozialer Arbeit und Pädagogik. veröffentlicht unter dem Titel Bertha Pappenheim (1859–1936). Ein Leben für jüdische Tradition und weibliche Emanzipation. Frankfurt, New York: 2006; ISBN 978-3-593-37864-0
  - Uta Gerdes: Ökumenische Solidarität mit christlichen und jüdischen Verfolgten. Die CIMADE in Vichy-Frankreich 1940–1944. Göttingen 2005; AKiZ. B 41; ISBN 978-3-525-55741-9[10]
- 2003:
  - Ilona Nord: Individualität, Geschlechterverhältnis und Liebe Partnerschaft und ihre Lebensformen in der pluralen Gesellschaft. Gütersloh 2001; ISBN 978-3-579-05316-5
  - Andrea Morgenstern: … als ob nichts gewesen wäre, Schuldempfinden und Scham: Phänomenologische und theoretische Untersuchungen zur Trauer nach einem perinatalen Tod; veröffentlicht unter dem Titel Gestorben ohne gelebt zu haben. Trauer zwischen Schuld und Scham. Stuttgart: Kohlhammer, 2005; ISBN 978-3-17-018223-3
  - Hedwig-Jahnow-Forschungsprojekt (Hrsg.): „Körperkonzepte im Ersten Testament“. Aspekte einer Feministischen Anthropologie. Stuttgart 2003; ISBN 978-3-17-017409-2
- 2001:[11]
  - Gerlinde Baumann: Liebe und Gewalt. Die Ehe als Metapher für das Verhältnis JHWH Israel in den Prophetenbüchern. SBS 185; Stuttgart 2000; ISBN 978-3-460-04851-5
  - Eske Wollrad: Wildniserfahrungen, Womanistische Herausforderung und eine Antwort aus Weißer feministischer Perspektive. Gütersloh 2002; ISBN 978-3-579-02644-2
  - Hanna Dallmeier, Dorothea Herzer, Jana Kreft, Stefanie Theis, Forschungsprojekt „Erste Theologinnen in Marburg“: Gedenktafelprojekt am Fachbereich Ev. Theologie der Philipps-Universität Marburg